# Chrysolampus subsessilis
Chrysolampus subsessilis is een vliesvleugelig insect uit de familie Perilampidae. De wetenschappelijke naam is voor het eerst geldig gepubliceerd in 1834 door Nees.